# Indice de Calinski-Harabasz
L'indice de Calinski-Harabasz est une mesure de qualité d'une partition d'un ensemble de données en classification automatique
C'est le rapport entre la variance inter-groupes et la variance intra-groupe.
Il se rapproche beaucoup du critère utilisé pour stopper certains algorithmes de partitionnement, comme les K-means.
De tels algorithmes vont donc maximiser ce score, par construction.
Une alternative à l'indice de Calinski-Harabasz est l'indice de Dunn ou encore l'indice de Davies-Bouldin.

## Expression

### Position du problème
Si l'on note {\textstyle X} la matrice des données, dont chaque ligne correspond à un individu (ou observation) et chaque colonne correspond à un prédicteur (ou variable). On note {\textstyle N} le nombre d'individus et {\textstyle p} le nombre de prédicteurs :
{\displaystyle X=\left({\begin{array}{ccc}x_{1}^{1}&...&x_{p}^{1}\\\vdots &&\vdots \\x_{1}^{N}&...&x_{p}^{N}\\\end{array}}\right)}
Notons {\textstyle d(x^{i},x^{i'})} la dissimilarité entre les individus {\displaystyle x^{i}=(x_{1}^{i},...,x_{p}^{i})} et {\displaystyle x^{i'}=(x_{1}^{i'},...,x_{p}^{i'})} (respectivement, ligne {\displaystyle i} et {\displaystyle i'}de {\displaystyle X}). Notons {\displaystyle K\geqslant 2} le nombre de groupes que l'on souhaite former.
Un algorithme de partitionnement donnera une fonction d'attribution {\displaystyle C:[\![1,N]\!]\longrightarrow [\![1,K]\!]} dont on cherche à évaluer la pertinence par un score. L'ensemble des points appartenant à un groupe {\textstyle k} est alors donné par {\textstyle I_{k}=\{i\in [\![1,N]\!]/\ C(i)=k\}}.

### Expression de l'indice de Calinski-Harabasz
Notons {\textstyle \mu _{k}={\frac {1}{\vert I_{k}\vert }}\sum _{i\in I_{k}}x^{i}} le point moyen du groupe {\textstyle k} et {\textstyle \mu ={\frac {1}{N}}\sum _{i=1}^{N}x^{i}} le point moyen de tout le nuage.
L'indice (ou score) de Calinski-Harabasz, {\textstyle S_{CH}}, se base sur la variance inter-groupes {\textstyle B=\sum _{k=1}^{K}\vert I_{k}\vert \Vert \mu _{k}-\mu \Vert ^{2}}
et les variances intra-groupes  {\textstyle W_{k}=\sum _{i\in I_{k}}\Vert x^{i}-\mu _{k}\Vert ^{2}}.
Il aura pour expression :
{\displaystyle S_{CH}={\frac {\displaystyle (N-K)B}{\displaystyle (K-1)\sum _{k=1}^{K}W_{k}}}}

## Propriétés

### Domaine de variation
L'indice de Calinski-Harabasz varie entre 0 (pire classification) et {\textstyle +\infty } (meilleure classification).
Il dépend fortement de {\textstyle N} (le nombre de points dans l'échantillon).
Toutes choses égales par ailleurs, il croit linéairement avec {\textstyle N}.
Par conséquent, son ordre de grandeur peut varier considérablement d'un jeu de données à l'autre.